# Henry Balnaves
Henry Balnaves (vers 1512 - février 1570) était un politicien écossais et réformateur religieux. 

## Ascension
Né à Kirkcaldy dans le Fife vers 1512, il fut éduqué à l'université de St Andrews puis en Europe à Cologne, où il adopta les vues protestantes. De retour en Écosse, il continua ses études de loi et, en 1538, fut Lord of Session nommé à la Court of Session, plus haut tribunal civil d'Écosse. Il épousa Christian Scheves et reçut en 1539 le domaine de Halhill dans le Fife ; il fut ainsi parfois nommé Henry Balnaves de Halhill. Il devint membre du conseil privé de Jacques V d'Écosse avant 1540, et fut connu comme membre du parti en faveur d'une alliance anglaise et d'une réforme ecclésiastique. Il est aussi décrit comme trésorier de Jacques, et fut nommé par le régent James Hamilton comme secrétaire dans le nouveau gouvernement mis en place pour Marie Stuart en janvier 1543. Il promut l'acte permettant la lecture des textes sacrés en « langue vulgaire », c'est-à-dire dans la langue du peuple au lieu du latin. Il fut aussi parmi les membres de la commission mise en place pour arranger le traité de mariage entre Marie Stuart et Édouard, le fils du roi d'Angleterre Henry VIII. Il ne fut pas considéré comme aussi complaisant que certains des autres membres, et il ne fut pas tenu au courant de tous leurs engagements.

## Chute
Une lutte pour le pouvoir existait entre le cardinal Beaton et le régent James Hamilton, le premier étant catholique et pro-français tandis que le second était protestant et avait une ligne peu définie tentant de conserver un statu quo. Cette lutte prit fin avec le retour d'Hamilton au catholicisme et l'alliance entre les deux personnages. Beaton détestant Henry Balnaves, il le fait emprisonner au château de Blackness en novembre 1543. La guerre du rough wooing faisant rage entre l'Angleterre et l'Écosse, il fut délivré par la flotte anglaise d'Edward Seymour en mai et, à compter de ce moment, devint un agent du parti anglais en Écosse.

## Le château de St Andrews
Le cardinal Beaton fut assassiné dans son château de St Andrews, assassinat auquel Balnaves n'aurait pris aucune part. Cependant, il fit partie des défenseurs du château lorsque des galères françaises furent envoyées pour l'assiéger, en vertu d'un pacte entre l'Écosse et la France. Responsable chargé de payer les forces favorables aux Anglais qui stationnaient au château, il fut fait prisonnier lors de la prise du château et envoyé au château de Rouen. Le registre qu'il tenait au château contenait les noms de nombreux nobles en faveur de l'Angleterre, parmi lesquels Gray, Cassilis (en), Lennox, Glencairn (en) et Bothwell (en).
Dans sa prison, Balnaves écrivit the Confession of Faith (publié à Édimbourg en 1584), que John Knox qualifiera de « désolant traité de justification ». L'introduction de son traité par la Religious tract society donne une image très différente du personnage, qui minimise son rôle d'agent au service de l'Angleterre et tend à le présenter comme un martyr :

« Il [travailla] pour quelque temps dans la famille du comte d'Arran [...] mais fut renvoyé en 1542 pour avoir embrassé la cause protestante. En 1546, il trouva refuge au château de St Andrews avec ceux qui ont mis à mort le cardinal Beaton. Bien qu'il n'ait rien à voir avec cet acte, il fut déclaré traitre et excommunié. Pendant le siège qui s'ensuit, il alla en Angleterre d'où il revint avec des provisions et de l'argent. Après la capitulation du château, il fut envoyé à Rouen avec Knox et d'autres, où ils furent détenus prisonniers contrairement aux termes de la capitulation. Alors prisonnier, Balnaves composa un traité sur la Justification qui fut passé à Knox, alors prisonnier sur les galères, qui apprécia tellement le travail qu'il le divisa en chapitre et ajouta des notes. »

## Retour en Écosse
En 1557, Balnaves fut autorisé à rentrer en Écosse et à retrouver ses biens. À ce moment, l'Écosse était un pays catholique comme l'Angleterre, alors dirigé par Marie Ire d'Angleterre, dite la sanglante en raison de ses persécutions envers les protestants. Il n'y avait donc pas de raison pour que Balvanes se fasse agent protestant d'une Angleterre catholique, et il aurait semblé logique qu'il serve son propre pays. Cependant, la situation change avec l'accession au trône d'Angleterre de la protestante Élisabeth Ire d'Angleterre, et la régente d'Écosse l'accuse alors de prendre parti pour l'Angleterre.
En 1557, il fut parmi les juges de James Hepburn, 3e époux de la reine Marie Stuart, concernant le meurtre de 2e époux, Henry Stuart. Élisabeth Ire d'Angleterre ordonna que Marie Stuart soit soumise à une enquête, et non un procès, sur le meurtre de Darnley : celui-ci se déroula à York et Henry Balnaves y accompagna James Stuart en 1568.  Il prit également une part active dans les soulèvements religieux de 1559, qui aboutirent à la réforme écossaise. Les protestants le déléguèrent pour demander de l'aide au gouvernement anglais à en rencontrant Ralph Sadler, ancien secrétaire d'État d'Henri VIII d'Angleterre, à la ville frontière de Berwick-upon-Tweed. Il fut également choisi comme représentant écossais pour négocier avec Thomas Howard, 4e duc de Norfolk, en février 1560, le traité de Berwick. La même année, il fut parmi ceux nommés par l'Assemblée générale pour travailler sur le premier Book of Discipline, ouvrage réformant les pratiques religieuses de l'église d'Écosse, après la rupture avec Rome. En 1563, il retrouva sa charge de Lord of Session. Il quitta son poste à la justice en 1574 et décéda à Édimbourg en 1579.